# 秦瑛
秦瑛，浙江山阴人，明朝政治人物。同進士出身。

## 生平
正統元年，登丙辰科進士，授翰林院检讨。